# كأس العالم تحت 20 سنة لكرة القدم 2015
كأس العالم تحت 20 سنة لكرة القدم 2015 هي النسخة العشرون من بطولة كأس العالم تحت 20 سنة. والبطولة ستقام في نيوزلندا.

## اختيار المضيف
أعلن الفيفا يوم 3 مارس 2011 عن اسناد مهمة استضافة المسابقة لنيوزيلندا. وكانت أربع دولة قد أفصحت رسمياً عن رغبتها بتقديم عطائاتها قبل حلول الموعد النهائي.
- نيوزيلندا
- بيرو
- تونس
- ويلز

## المنتخبات المتأهلة
تأهل 23 منتخباً من المنافسات القارية الستة، بالإضافة إلى نيوزيلندا الدولة المنظمة.
| الاتحاد القاري                               | التصفيات المؤهلة                             | المتأهلين                                               |
| -------------------------------------------- | -------------------------------------------- | ------------------------------------------------------- |
| آسيا                                         | بطولة آسيا تحت 19 سنة لكرة القدم 2014        | ميانمار1 · كوريا الشمالية · قطر · أوزبكستان             |
| أفريقيا                                      | بطولة أفريقيا تحت 20 سنة لكرة القدم 2015     | غانا · مالي · نيجيريا · السنغال1                        |
| كونكاكاف (أمريكا الشمالية والوسطى والكاريبي) | بطولة كونكاكاف تحت 20 سنة لكرة القدم 2015    | هندوراس · المكسيك · بنما · الولايات المتحدة             |
| كونميبول (أمريكا الجنوبية)                   | بطولة أمريكا الجنوبية للشباب لكرة القدم 2015 | الأرجنتين · البرازيل · كولومبيا · الأوروغواي            |
| أوقيانوسيا                                   | الدولة المضيفة                               | نيوزيلندا                                               |
| أوقيانوسيا                                   | بطولة أوقيانوسيا تحت 20 سنة لكرة القدم 2014  | فيجي1                                                   |
| يويفا (أوروبا)                               | بطولة أوروبا تحت 19 سنة لكرة القدم 2014      | النمسا · ألمانيا · المجر · البرتغال · صربيا2 · أوكرانيا |

1. ^ فرق دشنت مشاركتها ابتداءاً من هذه النسخة.
2. ^ تشارك صربيا لأول مرة في كأس العالم تحت 20 سنة كدولة مستقلة. وكانت الدولة الزائلة يوغوسلافيا قد ظهرت في نسختي 1979 و1987.

## مرحلة المجموعات

### المجموعة أ
| م | الفريق           | لعب | ف | ت | خ | أ.له | أ.ع | أ.ف | نقاط | نتيجة مرحلة المجموعات         |
| - | ---------------- | --- | - | - | - | ---- | --- | --- | ---- | ----------------------------- |
| 1 | الولايات المتحدة | 1   | 1 | 0 | 0 | 2    | 1   | +1  | 3    | يتأهل إلى مرحلة خروج المغلوب  |
| 2 | نيوزيلندا (H)    | 1   | 0 | 1 | 0 | 0    | 0   | 0   | 1    | يتأهل إلى مرحلة خروج المغلوب  |
| 3 | أوكرانيا         | 1   | 0 | 1 | 0 | 0    | 0   | 0   | 1    | مرحلة خروج المغلوب أو الإقصاء |
| 4 | ميانمار          | 1   | 0 | 0 | 1 | 1    | 2   | −1  | 0    |                               |

| نيوزيلندا | 0–0   | أوكرانيا |
| --------- | ----- | -------- |
|           | تقرير |          |

| الولايات المتحدة                  | 2–1   | ميانمار          |
| --------------------------------- | ----- | ---------------- |
| ماكي تال 17' · إمرسون هيندمان 56' | تقرير | يان ناينغ أوو 9' |

| ميانمار | المباراة 13 | أوكرانيا |
| ------- | ----------- | -------- |
|         | تقرير       |          |

| نيوزيلندا | المباراة 14 | الولايات المتحدة |
| --------- | ----------- | ---------------- |
|           | تقرير       |                  |

| ميانمار | المباراة 25 | نيوزيلندا |
| ------- | ----------- | --------- |
|         | تقرير       |           |

| أوكرانيا | المباراة 26 | الولايات المتحدة |
| -------- | ----------- | ---------------- |
|          | تقرير       |                  |

### المجموعة ب
| م | الفريق    | لعب | ف | ت | خ | أ.له | أ.ع | أ.ف | نقاط | نتيجة مرحلة المجموعات         |
| - | --------- | --- | - | - | - | ---- | --- | --- | ---- | ----------------------------- |
| 1 | الأرجنتين | 1   | 0 | 1 | 0 | 2    | 2   | 0   | 1    | يتأهل إلى مرحلة خروج المغلوب  |
| 2 | بنما      | 1   | 0 | 1 | 0 | 2    | 2   | 0   | 1    | يتأهل إلى مرحلة خروج المغلوب  |
| 3 | النمسا    | 1   | 0 | 1 | 0 | 1    | 1   | 0   | 1    | مرحلة خروج المغلوب أو الإقصاء |
| 4 | غانا      | 1   | 0 | 1 | 0 | 1    | 1   | 0   | 1    |                               |

| الأرجنتين           | 2–2   | بنما                                  |
| ------------------- | ----- | ------------------------------------- |
| آنخل كوريا 14'، 79' | تقرير | خامال رودريغيز 19' · فيدل إسكوبار 84' |

| غانا                    | 1–1   | النمسا           |
| ----------------------- | ----- | ---------------- |
| ياو يبواه 90+1' (ركلة.) | تقرير | برند غشفايدل 50' |

| النمسا | المباراة 16 | بنما |
| ------ | ----------- | ---- |
|        | تقرير       |      |

| الأرجنتين | المباراة 15 | غانا |
| --------- | ----------- | ---- |
|           | تقرير       |      |

| النمسا | المباراة 27 | الأرجنتين |
| ------ | ----------- | --------- |
|        | تقرير       |           |

| بنما | المباراة 28 | غانا |
| ---- | ----------- | ---- |
|      | تقرير       |      |

### المجموعة ج
| م | الفريق   | لعب | ف | ت | خ | أ.له | أ.ع | أ.ف | نقاط | نتيجة مرحلة المجموعات         |
| - | -------- | --- | - | - | - | ---- | --- | --- | ---- | ----------------------------- |
| 1 | البرتغال | 1   | 1 | 0 | 0 | 3    | 0   | +3  | 3    | التأهل إلى مرحلة خروج المغلوب |
| 2 | كولومبيا | 1   | 1 | 0 | 0 | 1    | 0   | +1  | 3    | التأهل إلى مرحلة خروج المغلوب |
| 3 | قطر      | 1   | 0 | 0 | 1 | 0    | 1   | −1  | 0    | مرحلة خروج المغلوب أو الإقصاء |
| 4 | السنغال  | 1   | 0 | 0 | 1 | 0    | 3   | −3  | 0    |                               |

| قطر | 0–1   | كولومبيا          |
| --- | ----- | ----------------- |
|     | تقرير | جواو رودريغيز 24' |

| البرتغال                                                              | 3–0   | السنغال |
| --------------------------------------------------------------------- | ----- | ------- |
| غلسون مارتينز 1' · أندريه ميغيل فالينته سيلفا 90' · نونو سانتوس 90+2' | تقرير |         |

| قطر | المباراة 17 | البرتغال |
| --- | ----------- | -------- |
|     | تقرير       |          |

| السنغال | المباراة 18 | كولومبيا |
| ------- | ----------- | -------- |
|         | تقرير       |          |

| السنغال | المباراة 29 | قطر |
| ------- | ----------- | --- |
|         | تقرير       |     |

| كولومبيا | المباراة 30 | البرتغال |
| -------- | ----------- | -------- |
|          | تقرير       |          |

### المجموعة س
| م | الفريق    | لعب | ف | ت | خ | أ.له | أ.ع | أ.ف | نقاط | نتيجة مرحلة المجموعات       |
| - | --------- | --- | - | - | - | ---- | --- | --- | ---- | --------------------------- |
| 1 | ألمانيا   | 3   | 3 | 0 | 0 | 16   | 2   | +14 | 9    | تأهل إلى مرحلة خروج المغلوب |
| 2 | أوزبكستان | 3   | 1 | 0 | 2 | 6    | 7   | −1  | 3    | تأهل إلى مرحلة خروج المغلوب |
| 3 | هندوراس   | 3   | 1 | 0 | 2 | 5    | 11  | −6  | 3    |                             |
| 4 | فيجي      | 3   | 1 | 0 | 2 | 4    | 11  | −7  | 3    |                             |

| ألمانيا | 8–1   | فيجي              |
| --- | ----- | ----------------- |
| نيكلاس شتارك 18'، 27' · مارك ستينديرا 20' (ركلة.) · غريشا برومل 23' · هاني مختار 34'، 40'، 89' (ركلة.) · مارفين ستيفانياك 68' | تقرير | يوسيفو فيريفو 48' |

| أوزبكستان                                                                | 3–4   | هندوراس                                                        |
| ------------------------------------------------------------------------ | ----- | -------------------------------------------------------------- |
| دوستونبيك خامداموف 31' · إلدار شومورودوف 79' · ذبيح الله أورينبويف 90+6' | تقرير | جوو بينافيديز 4' · برايان روتشيز 20'، 90+2' · كفين ألفاريز 49' |

| هندوراس | 0–3   | فيجي                                                         |
| ------- | ----- | ------------------------------------------------------------ |
|         | تقرير | يوسيفو فيريفو 14' · ساولا واكا 19' · كفين ألفاريز 45' (ه.ذ.) |

| ألمانيا                                    | 3–0   | أوزبكستان |
| ------------------------------------------ | ----- | --------- |
| مارك ستينديرا 33'، 85' · كفين أكبوغوما 59' | تقرير |           |

| هندوراس                 | 1–5   | ألمانيا                                                                                            |
| ----------------------- | ----- | -------------------------------------------------------------------------------------------------- |
| مارفين شفابه 19' (ه.ذ.) | تقرير | مارك ستينديرا 2' (ركلة.) · جوليان براندت 30' · هاني مختار 50' · غريشا برومل 62' · نيكلاس شتارك 81' |

| فيجي | 0–3   | أوزبكستان                                                            |
| ---- | ----- | -------------------------------------------------------------------- |
|      | تقرير | إلدار شومورودوف 62' · ذبيح الله أورينبويف 63' · ميرجمال قاسموف 90+3' |

### ترتيب الفرق أصحاب المركز الثالث
أفضل أربعة فرق احتلت المركز الثالث يتأهلون إلى الدور ثمن النهائي. حيث سيواجهون متصدري المجموعات أ، وب، وج و د وفقاً للجدول المنشور في البند 18 من لوائح المسابقة.
| م | مج | الفريق        | لعب | ف | ت | خ | أ.له | أ.ع | أ.ف | نقاط | النتيجة            |
| - | -- | ------------- | --- | - | - | - | ---- | --- | --- | ---- | ------------------ |
| 1 | أ  | نيوزيلندا (H) | 3   | 1 | 1 | 1 | 5    | 5   | 0   | 4    | مرحلة خروج المغلوب |
| 2 | د  | مالي          | 3   | 1 | 1 | 1 | 3    | 3   | 0   | 4    | مرحلة خروج المغلوب |
| 3 | ج  | السنغال       | 3   | 1 | 1 | 1 | 3    | 5   | −2  | 4    | مرحلة خروج المغلوب |
| 4 | ر  | المجر         | 3   | 1 | 0 | 2 | 6    | 5   | +1  | 3    | مرحلة خروج المغلوب |
| 5 | س  | هندوراس       | 3   | 1 | 0 | 2 | 5    | 11  | −6  | 3    |                    |
| 6 | ب  | الأرجنتين     | 3   | 0 | 2 | 1 | 4    | 5   | −1  | 2    |                    |

## روابط خارجية
- الموقع الرسمي
- الموقع الرسمي لحجز تذاكر البطولة نسخة محفوظة 31 مايو 2016 على موقع واي باك مشين.
- الموقع الرسمي للبلد المنظم
- صفحة البطولة على فيس بوك
- FIFA Technical Report